# Sara Ulrik
Sara Birgitte Ulrik, døbt Tscherning (født 9. juli 1855 på Ørholm Mølle, død 22. maj 1916 i København) var en dansk blomstermaler, søster til Anthonore Christensen og Eilert Tscherning.
Hun var datter af maleren Eleonora Tscherning og oberst Anton Frederik Tscherning. Hun lærte at male af sin moder og udstillede som Sara Tscherning i 1876 nogle blomsterstykker. Hum malede også i den vilde natur, hvilket dengang var usædvanligt. Den 17. januar 1879 ægtede hun kredslæge Axel Ulrik, søn af fhv. fysikus Frederik Ferdinand Ulrik og Henriette Christine Marie f. Schow. Også efter indtrædelsen i ægteskab dyrkede hun kunsten, men udstillede ikke længere.
Hun er begravet på Bispebjerg Kirkegård.

## Værker
- Azaleaer og andre drivhusplanter i et blomsterbord (udst. 1876)
- Voxende forårsblomster (udst. 1876)
- Humleranker, som sno sig om forskellige ukrudtsplanter (udst. 1877)
- Blå åkander i et bassin i drivhusene på Sølyst (udst. 1878)
- Rosenknopper og blomstrende myrtegrene (udst. 1878)
- Markblomster (udst. 1879)